# Sertaconazole
Le sertaconazole est un antifongique.

## Mode d'action
Le sertaconazole inhibe la synthèse de l'ergostérol, molécule constitutive de la membrane fongique.

## Spécialités contenant du sertaconazole
- MONAZOL
- DERMOFIX

## Stéréochimie
Le sertaconazole contient un stéréocentre et se compose donc de deux énantiomères. Pratiquement c'est le racémique, c'est-à-dire le mélange 1:1 des formes (R) et (S) qui est utilisé :
| Énantiomères de sertaconazole | Énantiomères de sertaconazole |
| ----------------------------- | ----------------------------- |
| numéro CAS : 583057-48-1      | numéro CAS : 583057-51-6      |